# John Fee (Rennrodler)
John Richard Fee (* 22. April 1951 in Plattsburgh, New York) ist ein ehemaliger US-amerikanischer Rennrodler.
Fee trat sowohl im Einsitzer als auch im Doppelsitzer an. Zusammen mit Jim Moriarty trat er bei den Olympischen Winterspielen 1976 in Innsbruck an. Sie belegten den 24. Platz. Vier Jahre später, bei den Winterspielen 1980 in Lake Placid erreichte Fee im Einsitzer Rang 14.
Fee besuchte die Mt. Hermon School in Massachusetts, welche er 1969 abschloss. 1975 erhielt er einen Abschluss in Kust von SUNY Pattsbrugh. Nach dem Ende seiner aktiven Karriere arbeitete er als Kommentator für Rodelwettbewerbe im Fernsehen und gehörte zum Vorstand des US-amerikanischen Rodelverbandes. Außerdem arbeitete er als Fischer in den Aleuten.